# Maloe Kozino
Maloe Kozino (in russo Малое Козино?; il significato è piccola Kozino) è un insediamento di tipo urbano della Russia europea centrale, situata nella oblast' di Nižnij Novgorod; appartiene amministrativamente al rajon Balachninskij.